# José Ríos Ortega
José Ríos Ortega (15 de marzo de 1974 en Premiá de Dalt, Barcelona) es un atleta español especializado primero en carreras de fondo y posteriormente en la maratón. En la temporada 2008-2009 ficha por el Club Atletismo Manresa.
El 29 de marzo de 2009 gana el Medio Maratón de Motornés del Vallés.
Desde 2013 es responsable nacional de fondo (RFEA) sustituyendo a Luis Miguel Landa.

## Palmarés Nacional
- Campeón de España promesa de 10.000m (1995-1996)
- Campeón de España absoluto de 10.000m (2000-2001-2002-2003)

Participó en los Juegos Olímpicos de Pekín 2008 en la prueba de la maratón.
También José Ríos Ortega tuvo el honor de ser presidente del Club Lluisos Mataró en los años 90'

## Marcas de maratón
| Tiempo   | Posición | Lugar         | Año  |
| 2h07'42" | 1º       | Otsu Japón    | 2004 |
| 2h09'03" | 3ª       | Otsu Japón    | 2005 |
| 2h09'15" | 1º       | Otsu Japón    | 2006 |
| 2h09'38" | 6º       | Otsu Japón    | 2008 |
| 2h18'40" | 27ª      | Atenas Grecia | 2004 |

## Mejores marcas personales
| Distancia     | Tiempo    | Lugar      | AÑO  |
| 1500 m        | 3':51".11 | España     | 2001 |
| 3000 m        | 7':42".08 | España     | 2002 |
| 5000 m        | 13:07".59 | España     | 2000 |
| 10000m        | 27:22.20  | España     | 2000 |
| Media maratón | 1h:03'21" | España     | 2005 |
| Maratón       | 2h:07'42" | Otsu Japón | 2004 |